# Jorden rundt i 80 dage (film fra 1956)
 For alternative betydninger, se Jorden rundt i 80 dage (flertydig). (Se også artikler, som begynder med Jorden rundt i 80 dage)
Jorden rundt i 80 dage er en amerikansk film fra 1956. Filmens er baseret på Jules Vernes roman fra 1873 af samme navn. Filmen er berømt for sine utal af camoes af lang række berømte skuespillere så som Marlene Dietrich, Buster Keaton, Frank Sinatra osv. Filmen vandt til mange filmkritikers overraskelse for oscaren bedste film, da AMPAS ikke så ofte give mere letbenet komediefilm prisen for bedste film. Mange filmkritikere dengang som nu mener, at Kongen og jeg skulle have vundet.[kilde mangler]

## Plot
En victoriansk englænder vædder at han med de nye dampskibe og jernbaner kan nå rundt om jorden i løbet af 80 dage.